# Pleuraphodius dispar
Pleuraphodius dispar är en skalbaggsart som beskrevs av Bordat 2005. Pleuraphodius dispar ingår i släktet Pleuraphodius och familjen Aphodiidae. Inga underarter finns listade i Catalogue of Life.